# Can Taylanlar
Can Taylanlar (* 1981 in İzmir, Türkei; † 6. Februar 2010 in Şirince, Türkei) war ein deutsch-türkischer Schauspieler.

## Leben
Can Taylanlar wurde im türkischen İzmir als Sohn einer deutschen Mutter und eines türkischen Vaters geboren und hatte zwei Brüder. Nach dem Tod des Vaters zog die Familie nach Starnberg bei München.
Seine erste Filmrolle hatte er als Troy in Crazy (2000). Im Jahr 2002 war er als Mario in Baader zu sehen.
Er beging im Februar 2010 im türkischen Şirince Suizid.

## Filmografie
- 2000: Crazy
- 2002: Baader